# Rosières-sur-Mance
Rosières-sur-Mance là một xã ở tỉnh Haute-Saône trong vùng Bourgogne-Franche-Comté phía đông nước Pháp.